# 甲斐市立竜王小学校
甲斐市立竜王小学校（かいしりつ りゅうおうしょうがっこう）は、山梨県甲斐市篠原にある公立小学校。

## 概要
甲斐市立竜王小学校 (かいしりつ りゅうおう しょうがっこう) は山梨県甲斐市の篠原にある公立小学校。2015年9月時点の生徒児童数は1年生 67人、2年生 78人、3年生 75人、4年生 68人、5年生 76人、6年生 78人の計442名。地元では「竜小」(りゅうしょう)と略称される。
2016年時点ではこの学校を卒業した児童の大半が竜王中学校へ進学していたが、2019年時点では約半数が竜王北中学校へ進学している。
旧校舎は現在の甲斐市役所の位置にあり、当時から植えられている木や市役所敷地脇に石碑が現存する。
起源は1872年の学制公布で、万才村と竜王村が寺を借用しそれぞれ学校としたことが始まりである。慈照寺を借用した竜王村は明治の大合併で万歳村や篠原村などを吸収した後、中巨摩郡竜王村として慈照寺を本校、篠原の金剛寺を分校とした。1885年には篠原に校舎を落成しここに竜王尋常小学校としての歩みを始め、落成日を創立記念日と定めた。1887年に中巨摩郡東部を区域とする高等小学校が敷地に併置され義務教育普及の中心地となった。1892年からは玉幡村との2ヶ村立となっていたが、1903年に玉幡小学校が創立されたことにより、再び竜王村立竜王尋常小学校に改組され、5年後には高等小学校の併置も完了。6年間の義務教育、2年間の高等科教育が原則となった。1921年に山縣神社が創建され、付近の田畑に囲まれた一角には本校の教師や児童により山縣大弐を偲ぶ石碑が建立されるなど、学校全体で大弐を郷土の偉人として愛しその偉業を伝え続けていた。昭和初期には校旗の樹立や大規模な増築が行われた。1941年からは国民学校として、1947年からは高等科を竜王中学校として分離し、6年間の新制が始まった。1956年に竜王町が発足。この間本校では、完全給食の実施や特殊学級の開設が行われた一方、長く親しまれた校歌や校旗が変更されるなどもした。創立80周年記念式典の挙行や、1972年には創立100周年を迎えたことを機に約90年存在した場所から現在の場所への移転と鉄筋コンクリート制の新校舎建築が開始された。昭和後期には通学者増加により本校学区を分離し複数の新たな学校が創設された。かいじ国体に向けて竜王町民体育館が落成。更には合唱コンクールで数々の優秀な成績を収める活躍を見せた。2002年の創立130周年までは10年ごとに大規模な記念行事を行った。2004年に甲斐市が発足。2007年にはサポートルーム・たんぼぽが開設。2014年には6年の総合的な学習の「竜王遺産」が取り組まれ冊子を発行し、2015年にはたつのこ15ヶ条の作成や東京大学大学院の斎藤馨教授らと「森からみえる」の単元化を進めた。2018年には合唱団を創設し音楽活動にも力を入れていた。

## 沿革
- 明治5年（1872年）10月 - 巨摩郡万才村（現・甲斐市万才）の善応寺を借用して公立万才学校として開校。
- 明治6年（1873年）8月 - 巨摩郡竜王村（現・甲斐市竜王）の慈照寺を借用して公立竜王学校を設立する。
- 明治8年（1875年）10月 - 明治の大合併により、巨摩郡内の竜王村や万才村、篠原村など6村が合併し竜王村が発足。本校を慈照寺、分校を金剛寺に置く。
- 明治18年（1885年）10月21日 - 現在の甲斐市役所本庁舎新館の場所に校舎を落成し、学校創立記念日とする。
- 明治20年（1887年）8月 - 中巨摩郡東部高等小学校を本校内に設置する[2]。
- 明治41年（1908年）4月 - 竜王村立竜王尋常高等小学校となる。
- 昭和47年（1972年）- 開校100年。
- 昭和51年（1976年）3月 - 竜王南小学校が分離。同年4月開校[3]。
- 昭和55年（1980年）3月 - 竜王北小学校が分離。同年4月開校[4]。
- 昭和63年（1988年）3月 - 竜王東小学校が分離。同年4月開校[5]。
- 2007年 - 校内改築、便所等、最新設備へ。
- 2011年 - 開校140周年。新体育館及び体育館前駐車場完成。
- 2015年（平成27年）4月から - 東京大学大学院新領域創成科学研究科教授らと「森から見える」の単元化を進める。当時の5年生を対象とし以降の児童は必ず受講している[6]。

　11月 - 外掃除用箒が放火される。
- 2017年 - 昨年、本校在職中に亡くなった教師の親族より81冊の本が寄贈され特別文庫を設置。
- 2018年（平成30年）5月から - 当時の校長により竜王小合唱団が結成される。同年よりNコンや甲斐市音楽祭に参加[7][8]。
- 2022年（令和4年） - 開校150年。但し以前のような大規模な式典は取り行わず生徒のみ参加。中庭を工事し芝生広場を造成。式典で完成披露が行われる。

## 竜王小合唱団
竜王小合唱団（りゅうおうしょうがっしょうだん）は、2018年（平成30年）5月に当時の竜王小学校校長によって結成された。小学3年生以上の児童が参加し、当時の校長から直接指導を受けている。現在は校長が定年退職したため変わったが、外部講師という形で継続して指導を行っている。

### 成績
- 第85回NHK全国学校音楽コンクール山梨県大会 - 銅賞[7]（2018年（平成30年）08月09日）
- 第86回NHK全国学校音楽コンクール山梨県大会 - 銅賞[9]（2019年（令和元年）08月09日）
- 第87回NHK全国学校音楽コンクール山梨県大会 - 中止（新型コロナウイルス感染症のため）
- 第88回NHK全国学校音楽コンクール山梨県大会 - 銀賞（2021年（令和03年）08月）

## 学校周辺
- 甲斐市役所(本館・新館・南別館)
- 竜王北部公民館(甲斐市役所 新館 3F・4F)
- 甲斐市立竜王図書館
- 山縣神社
- 甲斐市竜王武道館
- 青葉幼稚園
- 篠原八幡神社
- 本妙寺
- 三井家住宅
- 竜王ラドン温泉
- ツルハドラッグ甲斐市役所前店
- セブンイレブン山梨竜王店 など

かつては近隣に緑化センターが位置しており、閉鎖前はセンターを利用した学習も行われていた。

## アクセス
- JR中央本線甲府駅より1駅、竜王駅下車（乗車時間4分）、徒歩13分。計17分。